# Оллонгрен, Кайса
Карин Хилдур (Кайса) Оллонгрен (нидерл. Karin Hildur (Kajsa) Ollongren, род. 28 мая 1967, Лейден, Нидерланды) — нидерландский политический и государственный деятель. Член партии Демократы 66. Министр обороны Нидерландов с 10 января 2022 по 2 июля 2024 года. В прошлом — второй вице-премьер и министр внутренних дел и по делам королевства (2017—2022), советник и первый заместитель мэра Амстердама (2014—2017).

## Биография
Родилась 28 мая 1967 года в Лейдене. Из финской, русской и нидерландской семьи благородного происхождения Оллонгрен. Первый известный представитель семьи был судебным приставом в 1485 году в финском городе Порвоо. Александра Петровна Оллонгрен (Олленгрэн, в девичестве Оконишникова) в 1875 году приглашена великой княгиней Марией Фёдоровной, супругой Александра III быть наставницей и учительницей грамматики её сыновей, Великих Князей Николая и Георгия в Аничковом дворце. По предложению Александра III в 1876—1879 гг. с ними воспитывался их погодок, Владимир Оллонгрен (1867—1943). 21 июля 1877 года Владимир Оллонгрен получил дворянство. Во время Севастопольского восстания 1905 года капитан Оллонгрен был адъютантом штаба крепости. Его сын Александр Владимирович Оллонгрен (1901—1989) родился в Киеве, гардемарином награждён Георгиевским крестом 4-й и 3-й степеней, работал в 1920—1932 гг. в Голландской Ост-Индии, на островах Ява и Суматра и в 1932 году принял нидерландское гражданство. В 1958 году вышел в отставку и переехал с семьёй в Нидерланды. Его сын Александр Оллонгрен (род. 1928), отец Кайсы получил в 2002 году дворянский титул юнкера.
В 1985 году окончила Амстердамский университет. В 1991 году — Нидерландский институт международных отношений, известный как «Клингендаль» и французскую Национальную школу администрации.
С 1992 года занимала различные должности в Министерстве экономики Нидерландов. В 2001 году назначена директором по европейской интеграции в министерстве экономики, в 2005 году — заместителем генерального директора по экономической политике в министерстве экономики. В 2011 году назначена генеральным секретарём в Министерстве по общим вопросам Нидерландов.
В 2014—2017 гг. — советник и первый заместитель мэра Амстердама. После смерти мэра Эберхарда ван дер Лана 5 октября 2017 года исполняла его обязанности.
26 октября 2017 года получила должность вице-премьера и портфель министра внутренних дел и по делам королевства в третьем кабинете Рютте.
Перенесла операцию на носоглотке. Из-за осложнений ушла в отпуск по болезни с 1 ноября 2019 года. На посту министра внутренних дел и по делам королевства её сменил Раймонд Кнопс. Из-за пандемии COVID-19 возвращение на работу в правительство было отложено. Вернулась в правительство на должность министра внутренних дел и по делам королевства 14 апреля 2020 года. 14 мая назначена вице-премьером.
10 января 2022 года получила портфель министра обороны в коалиционном четвёртом кабинете Рютте, сформированном по результатам парламентских выборов 2021 года.

## Личная жизнь
Лесбиянка. Состоит в однополом браке с телепродюсером Иреной ван ден Брёкель (род. 1965). У пары двое детей.

## Награды
- Орден князя Ярослава Мудрого III степени (27 января 2023 года, Украина) — за весомый личный вклад в укрепление межгосударственного сотрудничества, поддержку независимости и территориальной целостности Украины[13].